# ویتال بورکلمانس
ویتال بورکلمانس (انگلیسی: Vital Borkelmans؛ زادهٔ ۱۰ ژوئن ۱۹۶۳) بازیکن سابق و مربی فوتبال اهل بلژیک است.
از باشگاه‌هایی که در آن بازی کرده‌است می‌توان به باشگاه فوتبال زولته وارخم، باشگاه فوتبال سرکل بروژ، باشگاه فوتبال کلوب بروژ، و باشگاه فوتبال خنت اشاره کرد.
وی همچنین در تیم ملی فوتبال بلژیک بازی کرده‌است.